# Marouane Zemmama
Marouane Zemmama (Salé, 7 oktober 1983) is een Marokkaans voormalig voetballer die doorgaans als Middenvelder speelde. Hij speelde zeven interlands voor het Marokkaans voetbalelftal.

## Palmares
Met Raja Casablanca won Zemmama in 2003 de Afrikaanse Champions League, in 2005 de Marokkaanse Beker en in 2006 de Arabische Champions League.